# Voorrecht voor levering van levensmiddelen
Het voorrecht voor levering van levensmiddelen is in België een algemeen voorrecht op roerende goederen dat strekt tot zekerheid van de leveringen van levensmiddelen aan de schuldenaar en aan zijn familie gedaan gedurende zes maanden. Het voorrecht is ingesteld door artikel 19, 5°, van de Hypotheekwet.

## Ratio legis van het voorrecht
De ratio legis van het voorrecht zijn overwegingen van menslievende aard. De insolvabiliteit van een persoon mag er niet toe leiden dat hij/zij niet meer kan voorzien in zijn/haar levensonderhoud.
Ook utilitaire overwegingen hebben een rol gespeeld. Een goed gevoede schuldenaar kan immers blijven doorwerken en kan aldus bijdragen aan het behoud van zijn/haar vermogen.

## Bevoorrechte schuldvorderingen
Bevoorrecht zijn de leveringen van levensmiddelen die aan de schuldenaar en aan zijn/haar familie geleverd gedurende een periode van zes maanden die voorafgaat aan de samenloop van schuldeisers, en meer bepaald voorafgaand aan het faillissement of het beslag, of aan zijn/haar overlijden.
Het voorrecht kan enkel bestaan voor leveringen van levensmiddelen gedaan aan een natuurlijk persoon, niet voor levering van levensmiddelen aan een rechtspersoon.

## Wat moet verstaan worden onder 'levensmiddelen'
Levensmiddelen zijn in de eerste plaats alle voedingswaren.
Worden echter ook als levensmiddelen beschouwd:
- brandstoffen (gas, aardolie, hout, kolen en elektriciteit)
- energie voor verlichting (elektriciteit)
- verbruiksgoederen nodig voor de persoonlijke hygiëne (zeep, schoonmaakproducten, linnen, beddengoed, enz.)
- bier dat bij het eten wordt gedronken
- enz.

Voormelde kosten zijn slechts bevoorrecht indien zij noodzakelijk zijn om in het onderhoud van de schuldenaar en zijn/haar familie te voorzien. Leveringen van luxe-artikelen zijn niet bevoorrecht. Alsdus zijn leveringen van wijn, likeur en wild niet bevoorrecht.

## Het begrip 'familie'
De familie van de schuldenaar zijn de personen die door de schuldenaar worden onderhouden en die met de schuldenaar onder hetzelfde dak wonen. Dat zijn de huwelijkspartner, de kinderen, eventueel de ouders en zelfs de inwonende dienstboden.

## Voorwerp van het voorrecht
Het voorrecht rust op alle roerende goederen van de schuldenaar en op het saldo van de opbrengst van de onroerende goederen na uitbetaling van de schuldeisers met een bijzondere wettige reden van voorrang op deze onroerende goederen (zie artikel 19, laatste al., Hypotheekwet).